# Liste des simples traités dans le Tractatus de herbis : S-Z

## S

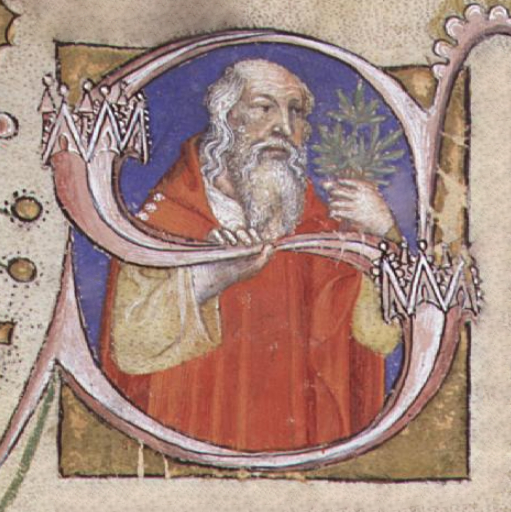
Lettrine enluminée S dans le manuscrit Cas.459.

| Chapitre Icône : lien vers l'index thématique | Illustration                                | Identité                 | Ouvrages : no de folio - italique : illustration seule - parenthèses : texte seul - gras : source de l'illustration du tableau | Ouvrages : no de folio - italique : illustration seule - parenthèses : texte seul - gras : source de l'illustration du tableau | Ouvrages : no de folio - italique : illustration seule - parenthèses : texte seul - gras : source de l'illustration du tableau | Source                                |
| Chapitre Icône : lien vers l'index thématique | Illustration                                | Identité                 | Groupe I | Groupe II | Groupe III | Source                                |
| --------------------------------------------- | ------------------------------------------- | ------------------------ | --- | --- | --- | ------------------------------------- |
| De spica                                      |                                             | Nard                     | - Eg.747 : fo 87 vo | | | Platearius : « De spica »             |
| De strigno                                    |                                             | Morelle noire            | - Eg.747 : fo 87 vo–88 ro | | | Platearius : « De strigno »           |
| [De solatro rustico]                          |                                             | Coqueret                 | - Eg.747 : fo 88 ro | | | Source non identifiée                 |
| De serapino                                   |                                             | Sagapénum                | - (Eg.747 : fo 88 ro/vo) | | | Platearius : « De serapino »          |
| De semperviva                                 |                                             | Joubarbe des toits       | - Eg.747 : fo 88 vo | | | Platearius : « De semper viva »       |
| De sulphure                                   |                                             | Soufre                   | - Eg.747 : fo 88 vo–89 ro | | | Platearius : « De sulphure »          |
| De siseleos                                   |                                             | Sermontain               | - (Eg.747 : fo 89 ro) | | | Platearius : « De siseleos »          |
| [De saponaria]                                |                                             | Saponaire officinale     | - Eg.747 : fo 89 ro | | | Alphita                               |
| De sanguine draconis                          |                                             | Sang-dragon              | - Eg.747 : fo 89 ro/vo | | | Platearius : « De sanguine draconis » |
| De squinanto                                  |                                             | Herbe à chameau (en)     | - Eg.747 : fo 89 ro/vo | | | Platearius : « De squinanto »         |
| De sinapi                                     |                                             | Moutarde blanche         | - Eg.747 : fo 89 vo–90 ro | | | Platearius : « De sinapi »            |
| De sarcocolla                                 |                                             | Sarcocolle               | - Eg.747 : fo 90 ro | | | Platearius : « De sarcocolla »        |
| De sticados [citrino]                         |                                             | Immortelle commune       | - Eg.747 : fo 90 ro/vo | | | Platearius : « De sticados »          |
| De sticados arabico                           |                                             | Lavande stéchade         | - Eg.747 : fo 90 vo | | | Source non identifiée                 |
| De satirion                                   |                                             | Orchis                   | - Eg.747 : fo 90 vo–91 ro | | | Platearius : « De satirione »         |
| De satirion                                   | Pseudo-Apulée : « Herba priapiscus »        | Orchis                   | - Eg.747 : fo 90 vo–91 ro | | |                                       |
| De sponsa solis                               |                                             | Chicorée sauvage         | - Eg.747 : fo 91 ro | | | Platearius : « De sponsa solis »      |
| De sponsa solis                               | Pseudo-Apulée : « Herba heliotropia »       | Chicorée sauvage         | - Eg.747 : fo 91 ro | | |                                       |
| [De scrofularia]                              |                                             | Scrofulaire noueuse      | - Eg.747 : fo 91 ro | | | Première mention connue               |
| De spondio                                    |                                             | Noir d'ivoire            | - Eg.747 : fo 91 ro/vo | | | Platearius : « De spodio »            |
| De strucio                                    |                                             | Crambe maritime          | - Eg.747 : fo 91 vo | | | Platearius : « De strucio »           |
| De stinco                                     |                                             | Scinque officinal        | - Eg.747 : fo 91 vo | | | Platearius : « De stincis »           |
| De scordeon                                   |                                             | Ail des vignes           | - Eg.747 : fo 91 vo | | | Platearius : « De scordeon »          |
| De sapone                                     |                                             | Savon                    | - (Eg.747 : fo 92 ro) | | | Platearius : « De sapone »            |
| De sparaco                                    |                                             | Asperge                  | - Eg.747 : fo 92 ro | | | Platearius : « De sparago »           |
| De sparaco                                    | Pseudo-Apulée : « Herba sparagus agrestis » | Asperge                  | - Eg.747 : fo 92 ro | | |                                       |
| De savina                                     |                                             | Sabine                   | - Eg.747 : fo 92 ro/vo | | | Platearius : « De savina »            |
| De savina                                     | Pseudo-Apulée : « Herba sabina »            | Sabine                   | - Eg.747 : fo 92 ro/vo | | |                                       |
| De sasifriga                                  |                                             | Saxifrage granulée       | - Eg.747 : fo 92 vo | | | Platearius : « De saxifraga »         |
| De sasifriga                                  | Pseudo-Apulée : « Herba saxifraga »         | Saxifrage granulée       | - Eg.747 : fo 92 vo | | |                                       |
| [De sale]                                     |                                             | Sel (marin)              | - (Eg.747 : fo 92 vo) | | | Platearius : « De sale »              |
| De sale armoniaco                             |                                             | Sel ammoniac             | - (Eg.747 : fo 92 vo) | | | Platearius : « De sale armoniaco »    |
| De sale gemma                                 |                                             | Sel gemme                | - (Eg.747 : fo 92 vo) | | | Platearius : « De sale gemma »        |
| De sisimbro                                   |                                             | Sisymbre officinal       | - Eg.747 : fo 92 vo–93 ro | | | Platearius : « De sisimbrio »         |
| De salvia                                     |                                             | Sauge officinale         | - Eg.747 : fo 93 ro | | | Platearius : « De salvia »            |
| De salvia                                     | Pseudo-Apulée : « Herba salvia »            | Sauge officinale         | - Eg.747 : fo 93 ro | | |                                       |
| De scabiosa                                   |                                             | Scabieuse des champs     | - Eg.747 : fo 93 ro/vo | | | Platearius : « De scabiosa »          |
| De senationes                                 |                                             | Cresson officinal        | - Eg.747 : fo 93 vo | | | Platearius : « De senacionibus »      |
| [De sanationum]                               |                                             | Séneçon commun           | - (Eg.747 : fo 93 vo) | | | Dioscoride alph. : « Sedum »          |
| [De sanationum]                               | Pseudo-Apulée : « Herba senecion »          | Séneçon commun           | - (Eg.747 : fo 93 vo) | | |                                       |
| De serpentaria                                |                                             | Serpentaire commune      | - Eg.747 : fo 93 vo–94 ro | | | Platearius : « De serpentaria »       |
| De serpentaria                                | Pseudo-Apulée : « Herba dracontea »         | Serpentaire commune      | - Eg.747 : fo 93 vo–94 ro | | |                                       |
| De salix                                      |                                             | Saule                    | - Eg.747 : fo 94 ro | | | Source non identifiée                 |
| De sambuco                                    |                                             | Sureau noir              | - Eg.747 : fo 94 ro/vo | | | Platearius : « De sambuco »           |
| De squilla                                    |                                             | Scille maritime          | - Eg.747 : fo 94 vo | | | Platearius : « De squilla »           |
| De squilla                                    | Pseudo-Apulée : « Herba scilla »            | Scille maritime          | - Eg.747 : fo 94 vo | | |                                       |
| De storax                                     |                                             | Storax                   | - (Eg.747 : fo 94 vo–95 ro) | | | Platearius : « De storace »           |
| De sumac                                      |                                             | Sumac des corroyeurs     | - Eg.747 : fo 95 ro | | | Platearius : « De sumac »             |
| De stafisagria                                |                                             | Staphisaigre             | - (Eg.747 : fo 95 ro/vo) | | | Platearius : « De staphisagria »      |
| De sandalis                                   |                                             | Santal blanc             | - Eg.747 : fo 95 vo | | | Platearius : « De sandalis »          |
| De sene                                       |                                             | Séné                     | - Eg.747 : fo 95 vo–96 ro | | | Platearius : « De sene »              |
| De serpillo                                   |                                             | Serpolet                 | - Eg.747 : fo 96 ro | | | Platearius : « De serpillo »          |
| De serpillo                                   | Pseudo-Apulée : « Herba serpullum »         | Serpolet                 | - Eg.747 : fo 96 ro | | |                                       |
| De saturegia                                  |                                             | Sarriette                | - Eg.747 : fo 96 ro/vo | | | Platearius : « De satureia »          |
| De spatula fetida                             |                                             | Iris fétide              | - (Eg.747 : fo 96 vo) | | | Renvoi au chapitre « De exifion »     |
| De sanguinaria                                |                                             | Digitaire sanguine       | - Eg.747 : fo 96 vo | | | Pseudo-Apulée : « Herba gallicrus »   |
| De scolopendria                               |                                             | Scolopendre              | - Eg.747 : fo 96 vo–97 ro | | | Pseudo-Apulée : « Herba splenion »    |
| De soldanea                                   |                                             | Liseron soldanelle       | - Eg.747 : fo 97 ro | | | Première mention connue               |
| De spinaca                                    |                                             | Épinard                  | - Eg.747 : fo 97 ro/vo | | | Avicenne                              |
| De spinaca                                    | Isaac Israeli : « De spinachiis »           | Épinard                  | - Eg.747 : fo 97 ro/vo | | |                                       |
| [De sicla]                                    |                                             | Betterave                | - (Eg.747 : fo 97 vo) | | | Isaac Israeli : « De sicla »          |
| De scaloneis                                  |                                             | Échalote                 | - Eg.747 : fo 97 vo | | | Source non identifiée                 |
| De spargula                                   |                                             | Gaillet gratteron        | - Eg.747 : fo 97 vo–98 ro | | | Source non identifiée                 |
| De silfio                                     |                                             | Pigamon jaune            | - Eg.747 : fo 98 ro | | | Source non identifiée                 |
| De sambaco                                    |                                             | Jasmin d'Arabie          | - Eg.747 : fo 98 ro/vo | | | Source non identifiée                 |
| De spina benedicta                            |                                             | Épine-du-Christ          | - Eg.747 : fo 98 vo | | | Dioscoride alph. : « Ramnus »         |
| De spina benedicta                            | Source non identifiée                       | Épine-du-Christ          | - Eg.747 : fo 98 vo | | |                                       |
| [De secchacul]                                |                                             | Centaurée chausse-trape  | - Eg.747 : fo 98 vo | | | Antidotaire Nicolas                   |
| De sebesten                                   |                                             | Sébeste (en)             | - Eg.747 : fo 98 vo–99 ro | | | Source non identifiée                 |
| De sistra                                     |                                             | Grande Berle             | - (Eg.747 : fo 99 ro) | | | Première mention connue               |
| De saliunca                                   |                                             | Valériane celte          | - (Eg.747 : fo 99 ro) | | | Source non identifiée                 |
| De spume maris                                |                                             | Ponce                    | - (Eg.747 : fo 99 ro) | | | Source non identifiée                 |
| De spongia                                    |                                             | Éponge                   | - (Eg.747 : fo 99 ro) | | | Source non identifiée                 |
| De sigillum sancte Marie                      |                                             | Sceau-de-Salomon odorant | - Eg.747 : fo 99 ro/vo | | | Première mention connue               |
| De sorbastrella                               |                                             | Petite Pimprenelle       | - Eg.747 : fo 99 vo | | | Première mention connue               |
| De sorbis                                     |                                             | Cormier                  | - Eg.747 : fo 99 vo–100 ro | | | Source non identifiée                 |
| De sinoni                                     |                                             | Petite Ciguë             | - Eg.747 : fo 100 ro | | | Renvoi au chapitre « De petroselino » |
| De sissamo                                    |                                             | Sésame                   | - (Eg.747 : fo 100 ro) | | | Source non identifiée                 |
| De sissamo                                    | Isaac Israeli : « De sisamo »               | Sésame                   | - (Eg.747 : fo 100 ro) | | |                                       |
| De suchaa                                     |                                             | Chardon béni             | - Eg.747 : fo 108 ro | | | Aucun texte                           |

## T

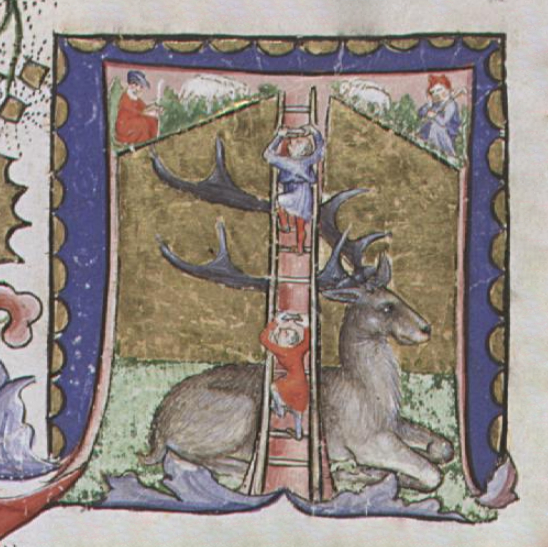
Lettrine enluminée T dans le manuscrit Cas.459.

| Sommaire : | - Article - Index - A - B - C - D - E - F - G - H - I - K - L - M - N - O - P - R - S - T - V - X - Z - Notes - Annexes |

| Chapitre Icône : lien vers l'index thématique | Illustration                        | Identité              | Ouvrages : no de folio - italique : illustration seule - parenthèses : texte seul - gras : source de l'illustration du tableau | Ouvrages : no de folio - italique : illustration seule - parenthèses : texte seul - gras : source de l'illustration du tableau                         | Ouvrages : no de folio - italique : illustration seule - parenthèses : texte seul - gras : source de l'illustration du tableau | Source                                                                        |
| Chapitre Icône : lien vers l'index thématique | Illustration                        | Identité              | Groupe I | Groupe II | Groupe III | Source                                                                        |
| --------------------------------------------- | ----------------------------------- | --------------------- | --- | --- | --- | ----------------------------------------------------------------------------- |
| De tartaro                                    |                                     | Tartre                | - (Eg.747 : fo 100 vo) - α.l.09.28 : fo 134 vo                                                                                 | - (Lat.6823 : fo 155 ro) - (Cas.459 : fo 262 ro) | - (Ars.2888 : fo 194 ro) | Platearius : « De tartaro »                                                   |
| De tamariscus                                 |                                     | Tamaris               | - Eg.747 : fo 100 vo - K.II.11 : fo 33 ro - α.l.09.28 : fo 134 vo                                                              | - Lat.6823 : fo 154 ro/vo - M.873 : fo 87 vo - Mas.116 : fo 170 vo - Sl.4016 : fo 97 vo - Cas.459 : fo 260 ro - Cim.79 : fo 157 vo                     | - Ars.2888 : fo 194 ro/vo | Platearius : « De tamarisco »                                                 |
| De terra sigillata                            |                                     | Terre sigillée        | - (Eg.747 : fo 100 vo) - α.l.09.28 : fo 134 vo                                                                                 | - (Lat.6823 : fo 156 ro) - M.873 : fo 87 vo - Mas.116 : fo 172 vo - Sl.4016 : fo 98 vo - Cas.459 : fo 263 vo                                           | - (Ars.2888 : fo 194 vo) | Platearius : « De terra sigillata »                                           |
| De tetrahit                                   |                                     | Ortie royale          | - Eg.747 : fo 100 vo–101 ro - K.II.11 : fo 32 vo - α.l.09.28 : fo 134 vo–135 ro                                                | - Lat.6823 : fo 156 ro/vo - M.873 : fo 87 vo - Sl.4016 : fo 98 vo - Cas.459 : fo 264 vo - Cim.79 : fo 159 ro                                           | - Ars.2888 : fo 194 vo–195 ro                                                                                                  | Platearius : « De tetrahit »                                                  |
| De titimallum                                 |                                     | Euphorbe              | - Eg.747 : fo 101 ro - K.II.11 : fo 32 ro - α.l.09.28 : fo 135 ro                                                              | - Lat.6823 : fo 154 vo–155 ro - M.873 : fo 88 ro - Sl.4016 : fo 99 ro - Cas.459 : fo 265 ro ; fo 267 vo–268 ro - Cim.79 : fo 159 ro ; fo 160 vo–161 ro | - Ars.2888 : fo 195 ro - Fr.12322 : fo 160 ro                                                                                  | Platearius : « De titimallo »                                                 |
| De turbith                                    |                                     | Turbith               | - Eg.747 : fo 101 ro/vo - K.II.11 : fo 32 ro - α.l.09.28 : fo 135 ro/vo                                                        | - Lat.6823 : fo 155 ro/vo - M.873 : fo 88 ro - Sl.4016 : fo 104 ro - Cas.459 : fo 272 vo                                                               | - Ars.2888 : fo 195 ro/vo | Platearius : « De turbit »                                                    |
| De tapsia                                     |                                     | Thapsie               | - Eg.747 : fo 101 vo - K.II.11 : fo 32 vo - α.l.09.28 : fo 135 vo                                                              | - Lat.6823 : fo 155 vo - M.873 : fo 88 ro - Mas.116 : fo 170 vo - Sl.4016 : fo 97 vo - Cas.459 : fo 260 vo                                             | - Ars.2888 : fo 195 vo–196 ro                                                                                                  | Platearius : « De tapsia »                                                    |
| De tela aranea                                |                                     | Toile d'araignée      | - (Eg.747 : fo 101 vo) - α.l.09.28 : fo 135 vo–136 ro                                                                          | - (Lat.6823 : fo 157 ro) - M.873 : fo 87 vo - Mas.116 : fo 41 ro - Sl.4016 : fo 6 ro - Cas.459 : fo 21 vo - Cim.79 : fo 8 vo                           | - (Ars.2888 : fo 196 ro) | Platearius : « De tela aranea »                                               |
| De tapsus verbascus                           |                                     | Molène Bouillon blanc | - Eg.747 : fo 101 vo–102 ro - K.II.11 : fo 32 vo - α.l.09.28 : fo 136 ro                                                       | - Lat.6823 : fo 156 vo - M.873 : fo 88 vo - Mas.116 : fo 171 ro - Sl.4016 : fo 98 ro - Cas.459 : fo 261 vo - Cim.79 : fo 158 vo                        | - Ars.2888 : fo 196 ro/vo - α.l.09.28 : fo 136 ro                                                                              | Platearius : « De tapso barbasto »                                            |
| De tapsus verbascus                           | Pseudo-Apulée : « Herba verbascum » | Molène Bouillon blanc | - Eg.747 : fo 101 vo–102 ro - K.II.11 : fo 32 vo - α.l.09.28 : fo 136 ro                                                       | - Lat.6823 : fo 156 vo - M.873 : fo 88 vo - Mas.116 : fo 171 ro - Sl.4016 : fo 98 ro - Cas.459 : fo 261 vo - Cim.79 : fo 158 vo                        | - Ars.2888 : fo 196 ro/vo - α.l.09.28 : fo 136 ro                                                                              |                                                                               |
| De terbentina                                 |                                     | Térébenthine du Pin   | - Eg.747 : fo 102 ro - K.II.11 : fo 33 vo - α.l.09.28 : fo 136 ro/vo                                                           | - Lat.6823 : fo 157 ro/vo - Mas.116 : fo 172 vo - Sl.4016 : fo 98 vo - Cas.459 : fo 263 ro                                                             | - Ars.2888 : fo 196 vo - Fr.12322 : fo 193 ro                                                                                  | Platearius : « De terebintina »                                               |
| [De tribulo marino]                           |                                     | Tribule terrestre     | - Eg.747 : fo 102 ro - K.II.11 : fo 33 ro - α.l.09.28 : fo 136 vo                                                              | - Lat.6823 : fo 158 ro/vo - M.873 : fo 89 ro - Mas.116 : fo 174 ro - Sl.4016 : fo 100 vo - Cas.459 : fo 269 vo - Cim.79 : fo 161 vo                    | - Ars.2888 : fo 196 vo–197 ro                                                                                                  | Source non identifiée                                                         |
| De trinitas herba                             |                                     | Herbe de la Trinité   | - Eg.747 : fo 102 ro/vo - K.II.11 : fo 32 ro - α.l.09.28 : fo 136 vo                                                           | - Lat.6823 : fo 159 ro/vo - M.873 : fo 89 ro - Mas.116 : fo 173 ro - Sl.4016 : fo 100 ro - Cas.459 : fo 267 ro - Cim.79 : fo 160 ro                    | - Ars.2888 : fo 197 ro - Fr.12322 : fo 153 vo                                                                                  | Première mention connue                                                       |
| De torbentilla                                |                                     | Tormentille           | - Eg.747 : fo 102 vo - K.II.11 : fo 32 vo - α.l.09.28 : fo 136 vo–137 ro                                                       | - Lat.6823 : fo 157 vo - M.873 : fo 88 vo - Mas.116 : fo 173 vo - Sl.4016 : fo 100 vo - Cas.459 : fo 268 vo - Cim.79 : fo 159 vo                       | - Ars.2888 : fo 197 ro - Fr.12322 : fo 159 vo                                                                                  | Première mention connue                                                       |
| De trifolium                                  |                                     | Trèfle                | - Eg.747 : fo 102 vo–103 ro - K.II.11 : fo 32 ro - α.l.09.28 : fo 137 ro                                                       | - Lat.6823 : fo 157 vo–158 ro - M.873 : fo 89 ro - Mas.116 : fo 174 vo - Sl.4016 : fo 104 ro - Cas.459 : fo 270 vo - Cim.79 : fo 162 ro                | - Ars.2888 : fo 197 ro/vo | Source non identifiée                                                         |
| [De tritico]                                  |                                     | Froment               | - (Eg.747 : fo 102 vo) - (α.l.09.28 : fo 137 ro/vo)                                                                            | - Lat.6823 : fo 158 ro - M.873 : fo 89 vo - Mas.116 : fo 174 vo - Sl.4016 : fo 104 ro - Cas.459 : fo 271 ro - Cim.79 : fo 162 vo                       | - Ars.2888 : fo 197 vo–198 ro - Fr.12322 : fo 178 vo                                                                           | Isaac Israeli : « De diversitate tritici secundum substantialem naturam sui » |
| De terre stelle                               | Aucune illustration                 | Talc                  | - (Eg.747 : fo 103 ro) - (α.l.09.28 : fo 137 vo)                                                                               | - (Lat.6823 : fo 156 ro) - (Cas.459 : fo 259 vo ; fo 263 vo)                                                                                           | Absent | Source non identifiée                                                         |
| [De tri]                                      |                                     | Pâtes alimentaires    | - (Eg.747 : fo 103 ro) - (α.l.09.28 : fo 137 vo)                                                                               | - (Lat.6823 : fo 157 vo–158 ro) - Cas.459 : fo 266 vo                                                                                                  | Absent | Isaac Israeli : « De tri »                                                    |

## V

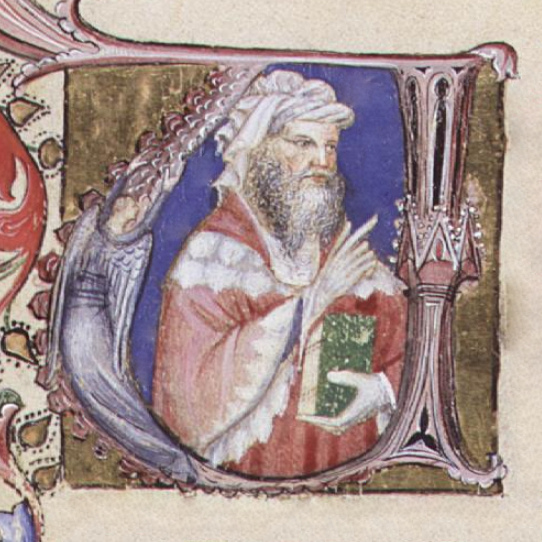
Lettrine enluminée V dans le manuscrit Cas.459.

| Sommaire : | - Article - Index - A - B - C - D - E - F - G - H - I - K - L - M - N - O - P - R - S - T - V - X - Z - Notes - Annexes |

| Chapitre Icône : lien vers l'index thématique | Illustration                    | Identité               | Ouvrages : no de folio - italique : illustration seule - parenthèses : texte seul - gras : source de l'illustration du tableau | Ouvrages : no de folio - italique : illustration seule - parenthèses : texte seul - gras : source de l'illustration du tableau                                                                | Ouvrages : no de folio - italique : illustration seule - parenthèses : texte seul - gras : source de l'illustration du tableau | Source                                |
| Chapitre Icône : lien vers l'index thématique | Illustration                    | Identité               | Groupe I | Groupe II | Groupe III | Source                                |
| --------------------------------------------- | ------------------------------- | ---------------------- | --- | --- | --- | ------------------------------------- |
| De viola                                      |                                 | Violette odorante      | - Eg.747 : fo 103 ro - K.II.11 : fo 32 vo - α.l.09.28 : fo 138 ro                                                              | - Lat.6823 : fo 160 vo–161 ro - M.873 : fo 89 vo - Sl.4016 : fo 102 vo - Cas.459 : fo 285 vo - Cim.79 : fo 172 ro                                                                             | - Ars.2888 : fo 198 vo–199 ro - Fr.12322 : fo 165 ro                                                                           | Platearius : « De viola »             |
| De vitriolo                                   |                                 | Vitriol                | Absent | - Lat.6823 : fo 163 ro - (Cas.459 : fo 281 ro) - (Cim.79 : fo 168 ro) | Absent | Voir le chapitre « De dragganto »     |
| De vitro                                      |                                 | Verre                  | - Eg.747 : fo 103 ro/vo - α.l.09.28 : fo 138 ro/vo                                                                             | - Lat.6823 : fo 163 ro - M.873 : fo 90 ro - Sl.4016 : fo 101 vo - Cas.459 : fo 283 vo | - Ars.2888 : fo 199 ro - Fr.12322 : fo 191 ro                                                                                  | Platearius : « De vitro »             |
| De virga pastoris                             |                                 | Cardère sauvage        | - Eg.747 : fo 103 vo - K.II.11 : fo 33 ro - α.l.09.28 : fo 138 vo                                                              | - Lat.6823 : fo 160 vo - M.873 : fo 89 vo - Mas.116 : fo 176 ro - Sl.4016 : fo 106 ro - Cas.459 : fo 282 ro - Cim.79 : fo 169 ro                                                              | - Ars.2888 : fo 199 ro/vo | Platearius : « De virga pastoris »    |
| De virga pastoris                             | Dioscoride alph. : « Dipsacus » | Cardère sauvage        | - Eg.747 : fo 103 vo - K.II.11 : fo 33 ro - α.l.09.28 : fo 138 vo                                                              | - Lat.6823 : fo 160 vo - M.873 : fo 89 vo - Mas.116 : fo 176 ro - Sl.4016 : fo 106 ro - Cas.459 : fo 282 ro - Cim.79 : fo 169 ro                                                              | - Ars.2888 : fo 199 ro/vo |                                       |
| De viticella                                  |                                 | Tamier commun          | - Eg.747 : fo 103 vo–104 ro - K.II.11 : fo 33 ro - α.l.09.28 : fo 138 vo–139 ro                                                | - Lat.6823 : fo 163 ro/vo - M.873 : fo 89 vo - Mas.116 : fo 176 vo - Sl.4016 : fo 106 vo - Cas.459 : fo 283 ro - Cim.79 : fo 170 ro                                                           | - Ars.2888 : fo 199 vo–200 ro                                                                                                  | Platearius : « De viticella »         |
| De viperina                                   |                                 | Épiaire des bois       | - Eg.747 : fo 104 ro - K.II.11 : fo 33 ro - α.l.09.28 : fo 139 ro                                                              | - Lat.6823 : fo 161 vo–162 ro - M.873 : fo 90 vo - Sl.4016 : fo 106 ro - Cas.459 : fo 281 vo - Cim.79 : fo 168 vo                                                                             | - Ars.2888 : fo 200 ro | Pseudo-Apulée : « Herba viperine »    |
| De urtica                                     |                                 | Grande Ortie           | - Eg.747 : fo 104 ro/vo - K.II.11 : fo 32 vo - α.l.09.28 : fo 139 vo                                                           | - Lat.6823 : fo 161 vo - M.873 : fo 90 ro - Mas.116 : fo 177 ro - Sl.4016 : fo 108 ro - Cas.459 : fo 286 vo - Cim.79 : fo 172 vo                                                              | - Ars.2888 : fo 200 ro/vo - Fr.12322 : fo 181 ro                                                                               | Macer Floridus                        |
| De vermicularis                               |                                 | Orpin âcre             | - Eg.747 : fo 104 vo - α.l.09.28 : fo 140 ro                                                                                   | - Lat.6823 : fo 164 ro - M.873 : fo 91 ro - Mas.116 : fo 175 vo - Sl.4016 : fo 102 ro - Cas.459 : fo 275 vo - Cim.79 : fo 163 vo                                                              | - Ars.2888 : fo 201 ro | Source non identifiée                 |
| De vilubidis                                  |                                 | Liseron des haies      | - Eg.747 : fo 104 vo–105 ro - K.II.11 : fo 33 vo - α.l.09.28 : fo 140 ro                                                       | - Lat.6823 : fo 162 vo - M.873 : fo 91 ro - Sl.4016 : fo 108 ro - Cas.459 : fo 284 vo–285 ro - Cim.79 : fo 171 ro/vo                                                                          | - Ars.2888 : fo 201 ro | Source non identifiée                 |
| De vincetosice                                |                                 | Dompte-venin officinal | - Eg.747 : fo 105 ro - K.II.11 : fo 33 ro - α.l.09.28 : fo 140 ro/vo                                                           | - Lat.6823 : fo 164 ro/vo - Sl.4016 : fo 102 vo - Cas.459 : fo 276 ro | - Ars.2888 : fo 201 ro/vo | Première mention connue               |
| [De uva]                                      |                                 | Raisin                 | - (Eg.747 : fo 105 ro) - α.l.09.28 : fo 140 vo–141 ro                                                                          | - Lat.6823 : fo 164 vo–165 ro - M.873 : fo 91 ro - Mas.116 : fo 177 vo - Sl.4016 : fo 101 ro ; fo 108 vo - Cas.459 : fo 276 vo–280 vo ; (fo 288 ro) - Cim.79 : fo 166 vo–167 vo ; (fo 173 ro) | - Ars.2888 : fo 201 vo–203 ro                                                                                                  | Isaac Israeli : « De uvis in genere » |
| De valde bona                                 |                                 | Persil de montagne     | - Eg.747 : fo 105 ro | - Lat.6823 : fo 162 ro/vo - M.873 : fo 90 vo - Sl.4016 : fo 104 vo - (Cas.459 : fo 274 vo) | Absent | Aucun texte                           |
| [De vite alba]                                |                                 | Bryone dioïque         | - (Eg.747 : fo 105 vo) - α.l.09.28 : fo 141 vo                                                                                 | - Lat.6823 : (fo 165 ro) ; fo 171 ro - Sl.4016 : fo 102 vo | - (Ars.2888 : fo 203 ro) | Source non identifiée                 |

## X

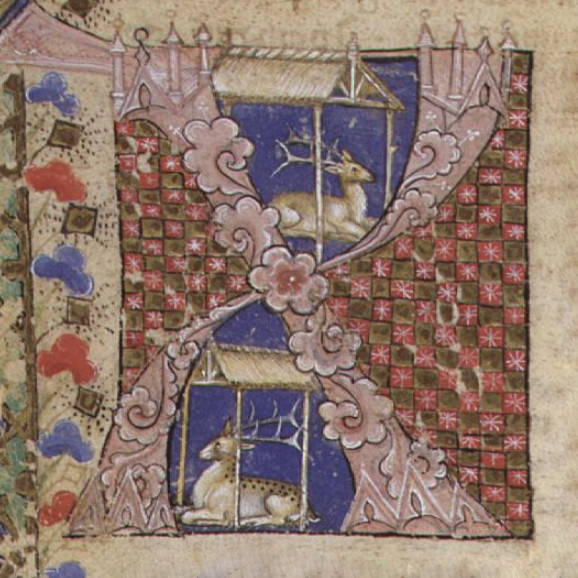
Lettrine enluminée X dans le manuscrit Cas.459.

| Sommaire : | - Article - Index - A - B - C - D - E - F - G - H - I - K - L - M - N - O - P - R - S - T - V - X - Z - Notes - Annexes |

| Chapitre, Icône : lien vers l'index thématique | Illustration | Identité        | Ouvrages : no de folio - italique : illustration seule - parenthèses : texte seul - gras : source de l'illustration du tableau | Ouvrages : no de folio - italique : illustration seule - parenthèses : texte seul - gras : source de l'illustration du tableau | Ouvrages : no de folio - italique : illustration seule - parenthèses : texte seul - gras : source de l'illustration du tableau | Source                              |
| Chapitre, Icône : lien vers l'index thématique | Illustration | Identité        | Groupe I | Groupe II | Groupe III | Source                              |
| ---------------------------------------------- | ------------ | --------------- | --- | --- | --- | ----------------------------------- |
| De xillo balsamo                               |              | Baume de Galaad | Absent | - Lat.6823 : fo 167 vo - Mas.116 : fo 178 ro - Sl.4016 : fo 108 vo - (Cas.459 : fo 289 vo)                                     | Absent | Voir le chapitre « De balsamo »     |
| De xillo aloes                                 |              | Bois d'aloès    | Absent | - Lat.6823 : fo 167 vo–168 ro - Mas.116 : fo 8 vo - Sl.4016 : fo 108 vo                                                        | Absent | Voir le chapitre « De aloen ligno » |
| De xillocaracta                                |              | Caroubier       | - (Eg.747 : fo 105 vo) - (α.l.09.28 : fo 141 vo)                                                                               | - Lat.6823 : fo 168 ro/vo - M.873 : fo 91 vo - Mas.116 : fo 178 vo - Sl.4016 : fo 103 ro - Cas.459 : fo 290 ro                 | - (Ars.2888 : fo 203 ro) | Isaac Israeli : « De xilocaratis »  |

## Z

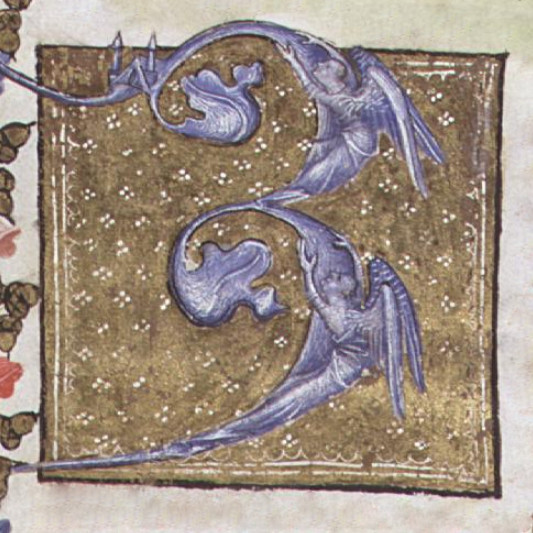
Lettrine enluminée Z dans le manuscrit Cas.459.

| Sommaire : | - Article - Index - A - B - C - D - E - F - G - H - I - K - L - M - N - O - P - R - S - T - V - X - Z - Notes - Annexes |

| Chapitre, Icône : lien vers l'index thématique | Illustration                   | Identité         | Ouvrages : no de folio - italique : illustration seule - parenthèses : texte seul - gras : source de l'illustration du tableau | Ouvrages : no de folio - italique : illustration seule - parenthèses : texte seul - gras : source de l'illustration du tableau                 | Ouvrages : no de folio - italique : illustration seule - parenthèses : texte seul - gras : source de l'illustration du tableau | Source                         |
| Chapitre, Icône : lien vers l'index thématique | Illustration                   | Identité         | Groupe I | Groupe II | Groupe III | Source                         |
| ---------------------------------------------- | ------------------------------ | ---------------- | --- | --- | --- | ------------------------------ |
| [De zinzibere]                                 |                                | Gingembre        | - Eg.747 : fo 105 vo - α.l.09.28 : fo 141 vo                                                                                   | - Lat.6823 : fo 169 ro - M.873 : fo 91 vo - Mas.116 : fo 181 ro - Sl.4016 : fo 107 vo - Cas.459 : fo 297 ro - Cim.79 : fo 176 ro               | - Ars.2888 : fo 203 ro/vo - Fr.12322 : fo 183 ro                                                                               | Platearius : « De zinzibere »  |
| [De zedoaria]                                  |                                | Zédoaire         | - Eg.747 : fo 105 vo–106 ro - (α.l.09.28 : fo 142 ro)                                                                          | - Lat.6823 : fo 169 ro/vo - M.873 : fo 91 vo - Mas.116 : fo 180 vo - Sl.4016 : fo 107 vo - Cas.459 : fo 296 vo - Cim.79 : fo 175 vo            | - Ars.2888 : fo 203 vo - Fr.12322 : fo 183 ro                                                                                  | Platearius : « De zedoare »    |
| [De zizania]                                   |                                | Ivraie enivrante | - (Eg.747 : fo 106 ro) - α.l.09.28 : fo 142 ro                                                                                 | - (Lat.6823 : fo 169 vo) - M.873 : fo 92 ro - (Cas.459 : fo 297 ro) - (Cim.79 : fo 176 ro)                                                     | - (Ars.2888 : fo 203 vo–204 ro)                                                                                                | Isaac Israeli : « De zizania » |
| [De zibullis]                                  |                                | Zipule           | - (Eg.747 : fo 106 ro) - α.l.09.28 : fo 142 ro                                                                                 | - (Lat.6823 : fo 169 vo) - (Cas.459 : fo 297 vo)                                                                                               | - (Ars.2888 : fo 204 ro) | Isaac Israeli : « De zipulis » |
| [De zuchara]                                   |                                | Canne à sucre    | - Eg.747 : fo 106 ro - α.l.09.28 : fo 142 ro/vo                                                                                | - Lat.6823 : fo 169 vo–170 ro - M.873 : fo 92 ro - Mas.116 : fo 180 ro - Sl.4016 : fo 107 vo - Cas.459 : fo 295 ro - Cim.79 : fo 175 vo–176 ro | - Ars.2888 : fo 204 ro–205 ro                                                                                                  | Platearius : « De zuccaro »    |
| [De zuchara]                                   | Isaac Israeli : « De zaccara » | Canne à sucre    | - Eg.747 : fo 106 ro - α.l.09.28 : fo 142 ro/vo                                                                                | - Lat.6823 : fo 169 vo–170 ro - M.873 : fo 92 ro - Mas.116 : fo 180 ro - Sl.4016 : fo 107 vo - Cas.459 : fo 295 ro - Cim.79 : fo 175 vo–176 ro | - Ars.2888 : fo 204 ro–205 ro                                                                                                  |                                |